# Mariä Himmelfahrt (Ering)

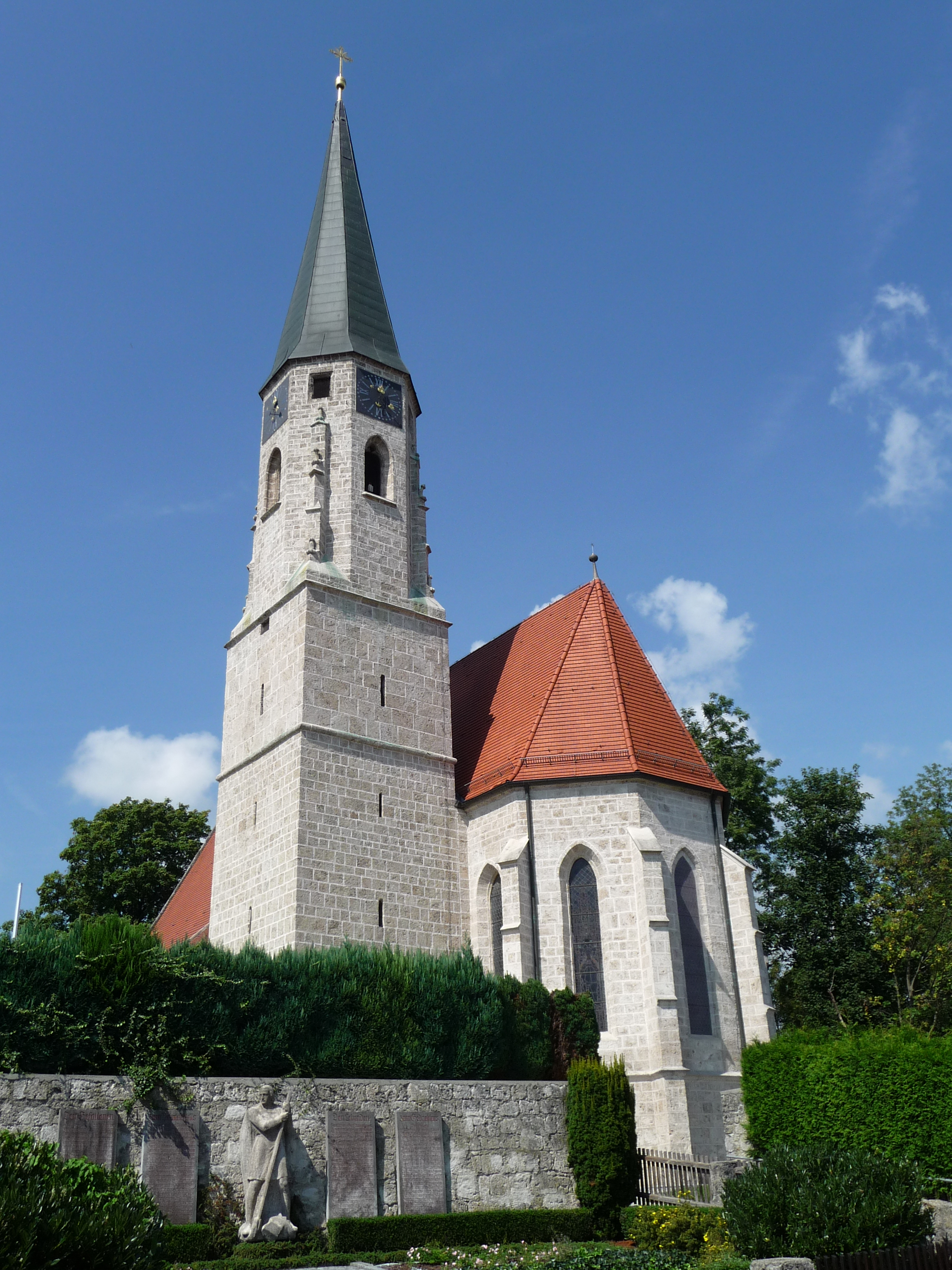
Pfarrkirche Ering

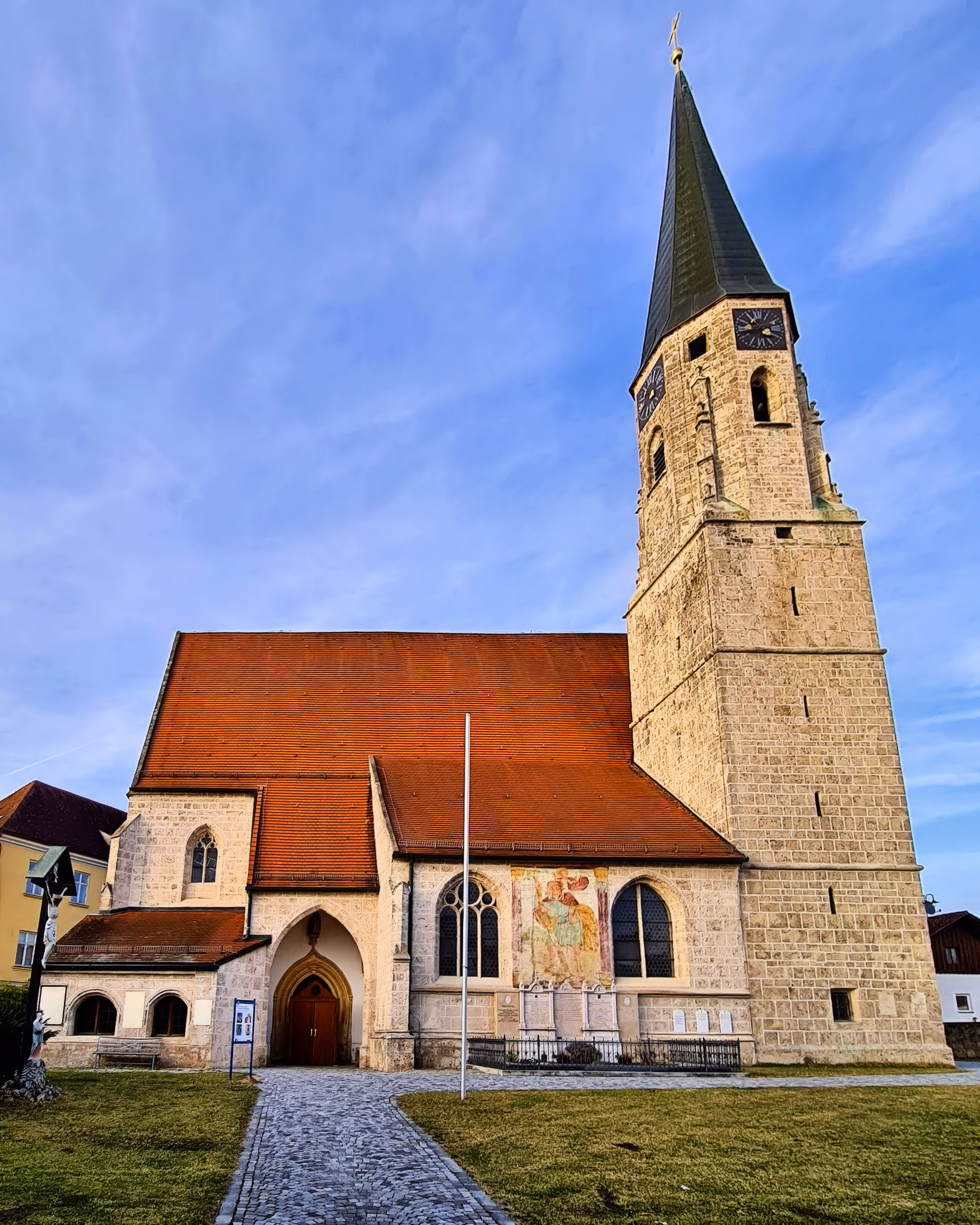
Blick vom Süden zum Haupteingang

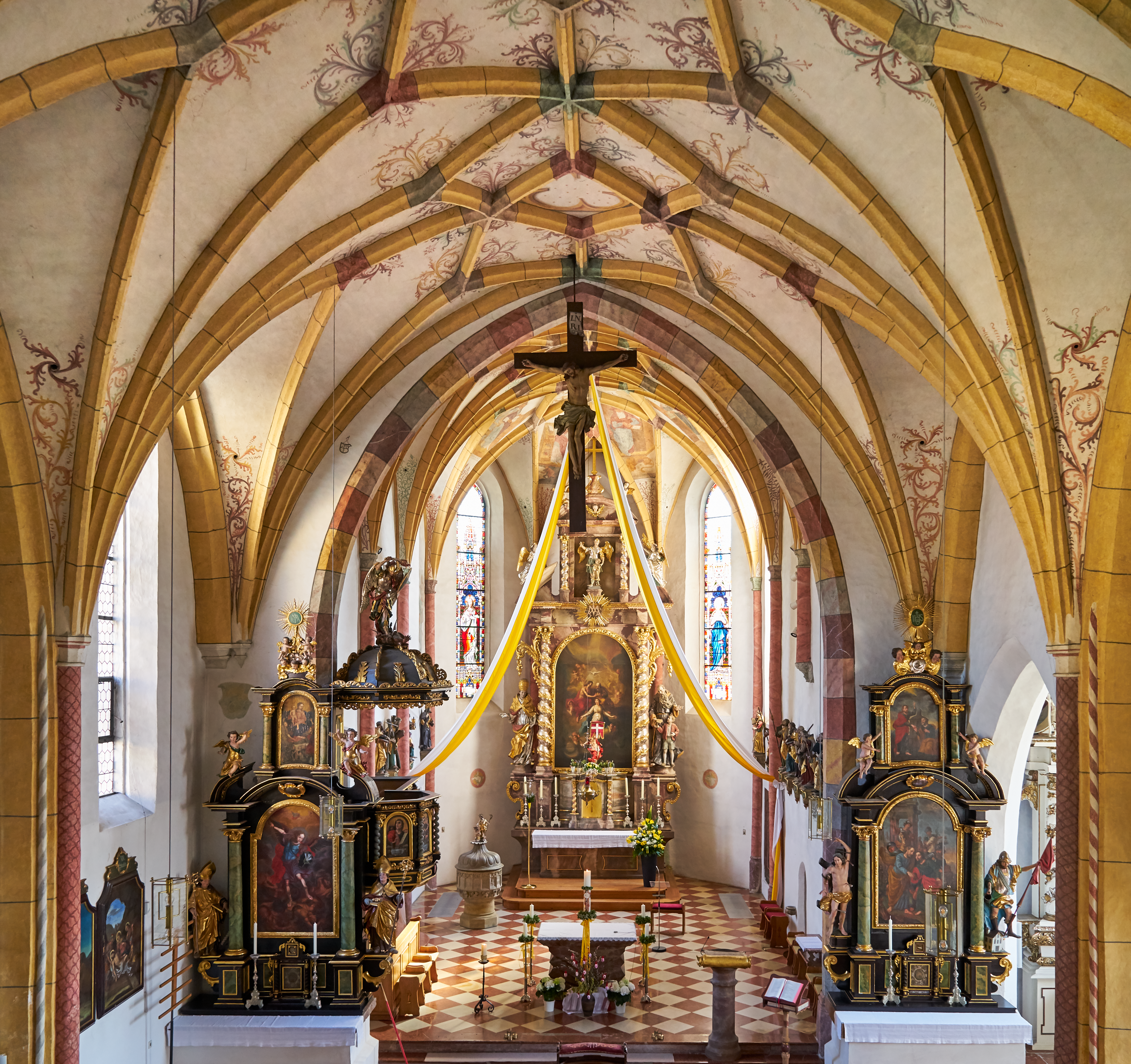
Blick von der Empore zum Chor

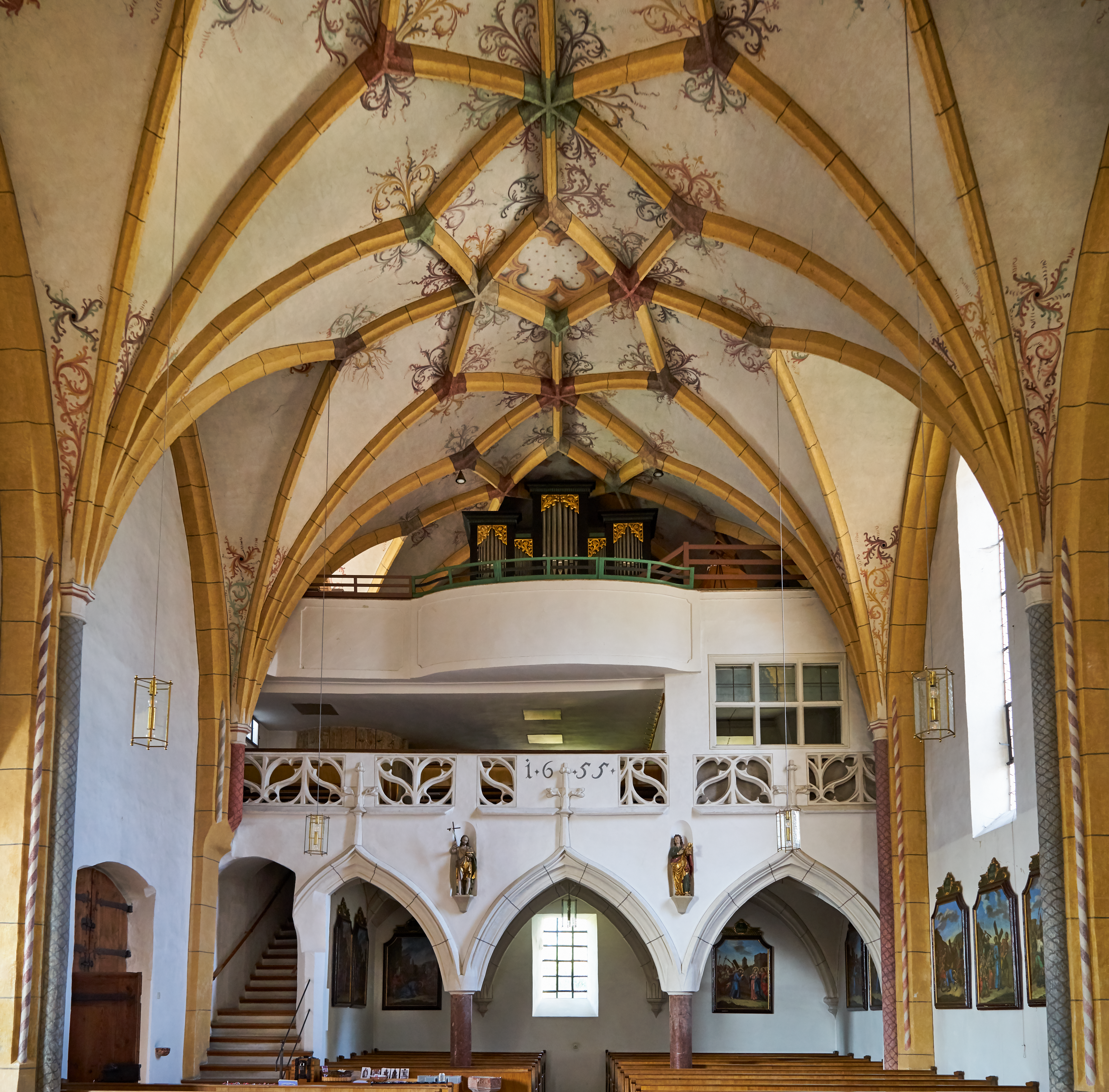
Innenansicht nach Westen

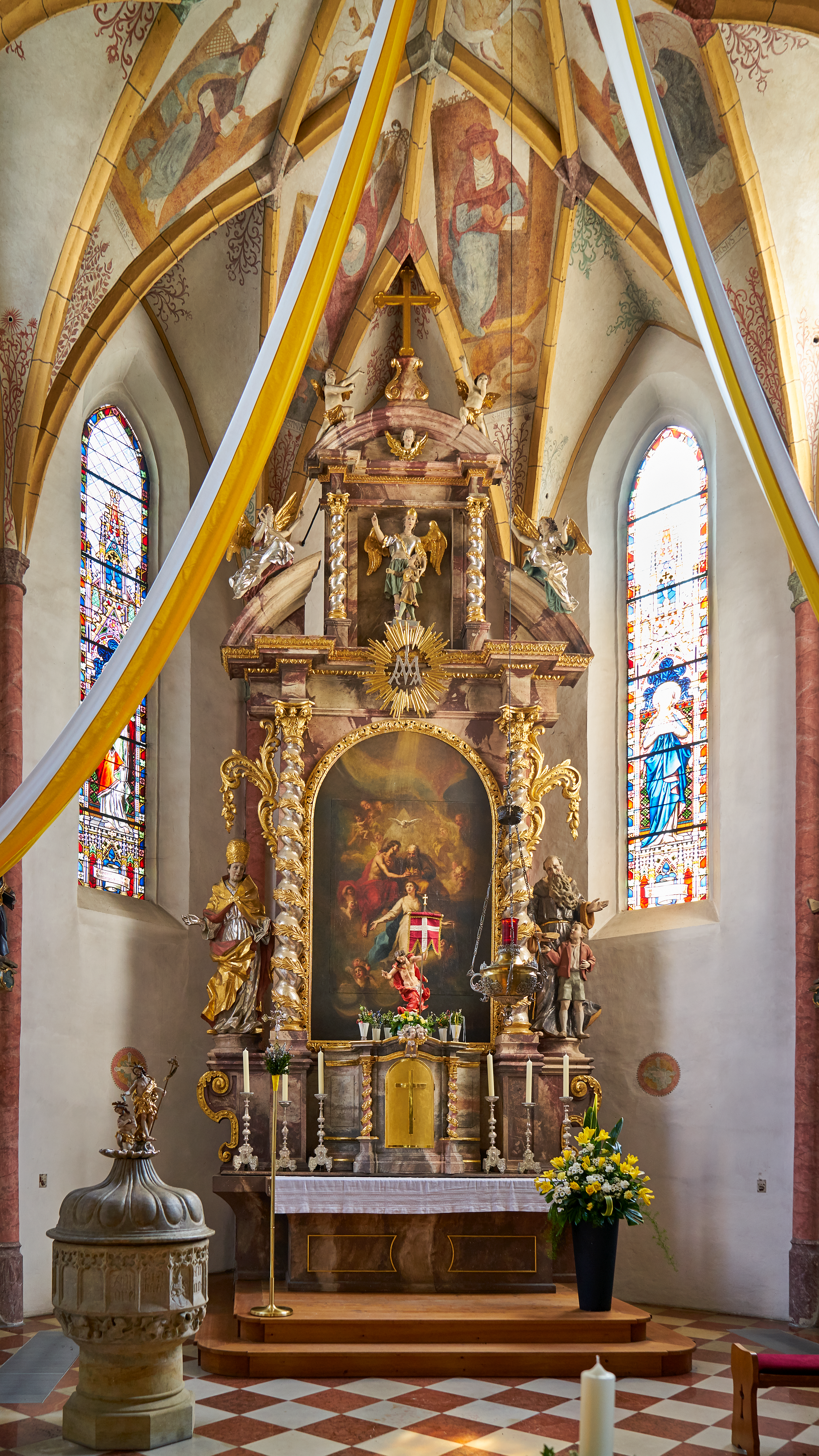
Hochaltar

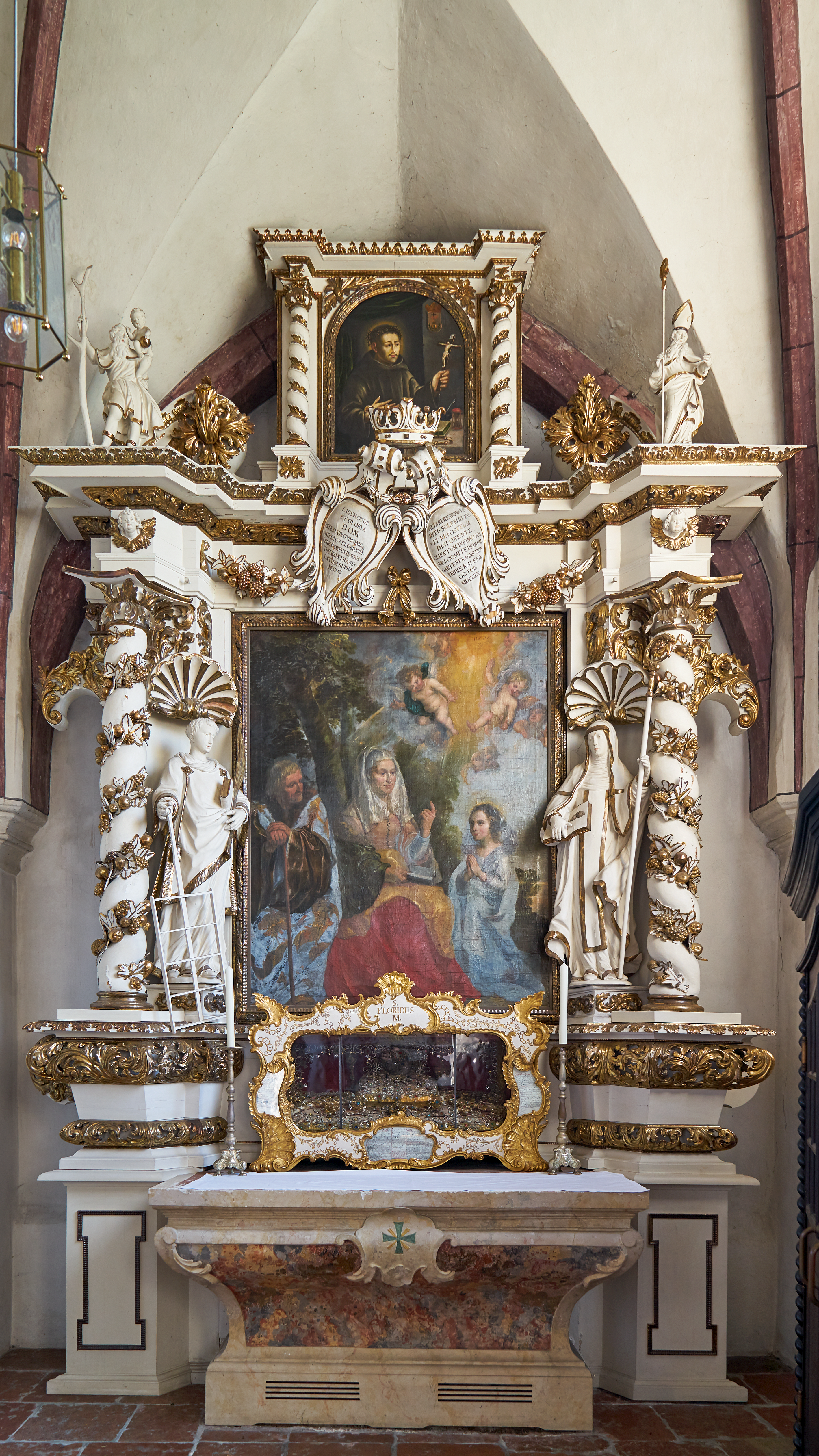
Altar der Annakapelle

Die römisch-katholische Pfarrkirche Mariä Himmelfahrt ist eine gotische Saalkirche in Ering im niederbayerischen Landkreis Rottal-Inn. Sie gehört zum Pfarrverband Ering im Dekanat Simbach des Bistums Passau.

## Geschichte und Architektur
Die Kirche wurde seit der Mitte des 15. Jahrhunderts unter Verwendung von Teilen des Vorgängerbaus erbaut. An der Nordwand des Langhauses ist die aufgemalte Jahreszahl 1478 (1458?) zu finden. Um 1480 wurde das Bauwerk eingewölbt. Um 1525 wurde die zweijochige Annakapelle an der Südseite des Langhauses angebaut, über dem Westjoch ist die Jahreszahl 1528 aufgemalt.
Das auffallend große, einheitliche Bauwerk gehört mit seiner Raumbildung und den äußeren und inneren Detailformen zu den anspruchsvollsten spätgotischen Kirchen der Region.

### Äußeres
Das Gebäude besteht aus einem einschiffigen Langhaus aus Tuffsteinquadern mit leicht eingezogenem Chor und Turm an dessen Südseite. Der spätromanische Turmunterbau ist mit wulstförmigen Trennungssimsen und rundbogigen Schlitzfenstern versehen. Der achtseitige Aufbau mit überleitenden Eckstreben stammt aus dem späten 15. Jahrhundert.
Die Strebepfeiler am Langhaus sind wie auch am Turmaufbau mit kantigem Mittelstück ausgebildet, ihre Zierbekrönungen sind zumeist abgebrochen. Die einfachen Chorstrebepfeiler sind durch Simse unterteilt, die Chorfenster verkürzt. Um das ganze Bauwerk ziehen sich ein Sockel und Sohlbankgesimse.
Die Südansicht ist geprägt durch die spätgotischen Anbauten. Zwischen Turm und der Vorhalle des Südportals ist die zweijochige Annakapelle (nicht zu verwechseln mit der Wallfahrtskirche St. Anna in Ering) angeordnet, westlich von der Portalvorhalle befindet sich die niedrige Allerseelenkapelle. Die Sakristei ist an die Nordseite angebaut. Das Gewölbe der südlichen Portalvorhalle ist mit einem Rippenstern versehen. Das Gewände des Portals ist reich mit Rund- und Birnstäben profiliert. Über den flankierenden Säulen ist eine profilierte kielbogige Stirnrahmung angeordnet, die in einer Konsole mit einer männlichen Büste endet. Darauf steht eine ältere, künstlerisch und ikonographisch interessante Steinfigur einer Schutzmantelmadonna aus dem Jahr 1441. Maria hält in der Linken ihr Kind, mit der Rechten breitet sie ihren Mantel über den auf dieser Seite gruppierten Schutzflehenden aus.

### Inneres
Das hohe und weite Innere zeigt die Bevorzugung eines für diese Region typischen, tendenziell einheitlichen Langraums. An das zweijochige Schiff schließt sich der leicht eingezogene, etwas höhere Chor mit zwei Jochen und Fünfachtelschluss an. Beide Raumteile sind mit Netzgewölben geschlossen; im Langhaus findet sich die sogenannte Wechselberger Figuration. Die Rippen entwickeln sich aus halbrunden Diensten mit Polygonkapitellen, die im Chor der Wand, im Schiff kräftigen Schildbogenstellungen vorgelegt sind. Die Rippenansätze im Chorgewölbe sind zum Teil als Astwerk ausgeformt. Im Westen ist eine dreijochig unterwölbte Westempore eingebaut, deren Arkaden von weitgehend abgeschlagenen Kielbogenstellungen überfangen, deren Kreuzblumen bis in die mit Fischblasenmaßwerk durchbrochene Brüstung reichen.
Bei einer einfühlsamen Restaurierung 1955 wurde die zurückhaltende Farbfassung des Gliederungsgerüsts freigelegt. Dabei wurde die Gewölbemalerei des Langhauses im originalen Zustand belassen. Die Rippenanfänger und -kreuzungen sind mit Ranken betont, in den Scheitelrauten sind Passfiguren gemalt. An der Wölbung des Chorschlusses sind Reste figürlicher Ausmalung gefunden worden, die offenbar unter anderem die Kirchenväter darstellen. Weitere Malereifragmente sind an der Nordwand des Langhauses erhalten.

## Ausstattung
Der im Kern spätbarocke, mehrfach veränderte Hochaltar zeigt ein Gemälde mit einer Darstellung der Marienkrönung aus der Mitte des 18. Jahrhunderts, das zur Einpassung in den Altar neuzeitlich verändert wurde. Das wertvolle Gemälde mit tiefem schmelzendem Kolorit wird von neu gefertigten Seitenfiguren flankiert. Die Seitenaltäre stammen aus der Zeit um 1685. Auf dem 1686 datierten Gemälde des südlichen Altars von Jacob Vogel ist der Abschied der Apostelfürsten Petrus und Paulus dargestellt. Die etwa gleichzeitige Kanzel zeigt am Korpus Rundbogenfelder für Gemälde der Evangelisten in Brustfigur. An der Emporenbrüstung sind zwei barocke Statuetten der beiden Johannes angebracht, im Chor ist ein spätbarocker Zyklus von kleinen Figuren der Apostel zu finden. Die Orgel ist ein Werk von Orgelbau Bittner aus dem Jahr 1933 mit 14 Registern auf zwei Manualen und Pedal.

## Annakapelle
Die Annakapelle ist auf der Südseite an die beiden östlichen Joche des Langhauses angebaut und mit diesem durch weite Spitzbogenstellungen verbunden, wodurch der Eindruck eines Seitenschiffs entsteht.
Sie wird durch ein Netzrippengewölbe abgeschlossen, das im Westjoch besonders reich mit durchgesteckten Bögen und gekappten Kreuzungen gebildet ist. In beiden Jochen ist je ein breites Spitzbogenfenster angeordnet, deren westliches mit rundbogigen Bahnen und Kreispässen gebildet ist.
Der inschriftlich 1709 datierte Altar mit falsch restaurierter Jahreszahl zeigt ein Gemälde der heiligen Anna und Joachim mit der jugendlichen Maria. Der 1408 datierte Taufstein zeigt am runden Becken einen Maßwerkblendfries über einer umlaufenden Blattranke.
Ein Epitaph für Hans Christoph von Paumgarten und seiner Gemahlin aus dem Jahr 1608 zeigt in einer Ädikulaumrahmung aus Rotmarmor den Auferstandenen inmitten der vier Evangelisten. Ein weiteres Epitaph für Johann Joseph Franz Albert Thaddäus Maximilian Reichsgraf von Paumgarten und Frauenstein († 1772) zeigt einen handwerksmäßigen, figurenreichen Aufbau aus Holz in weiß-goldener Fassung mit einer gerahmten Darstellung des Verstorbenen als Halbfigur.